# Histoire d'Anagni
Anagni est une ville historique italienne sise dans les collines du sud-est de Rome et ayant donné son nom à une commune de la province de Frosinone dans le Latium, la commune d'Anagni. 
Anagni est célèbre pour ses relations avec la papauté et pour ses monuments anciens demeurés intacts. Centre historique de la civilisation hernique, dont elle était la capitale, il s'y trouve des traces d'activité humaine remontant à plusieurs millénaires.

## Ville médiévale
Anagni paraît aujourd'hui comme une petite ville médiévale située sur la crête d'une colline (460 mètres au-dessus du niveau de la mer) et comprenant bon nombre de rues tortueuses et de chemins escarpés. Elle est construite à l'intérieur de solides murs d'enceinte romains protégeant ses vestiges artistiques et historiques. 
Au départ, l'agglomération comprend uniquement l'acropole, c'est-à-dire la section nord-est, englobant la Cathédrale, la porte de Tufoli et Piazza Dante; et est partiellement défendue par des murs en opus quasi-quadratum (en presque carrés). Sous la domination romaine, la carte de la ville change, en commençant par la modification des murs d'enceinte. Les habitations archaïques habitées s'y multiplient, protégées par le mur servien de Rome, fabriqué à partir de blocs de pierre disposés en lignes intercalées. La majorité de ces murs subissent de nombreuses reconstructions et restaurations pendant le premier millénaire de notre ère, mais c'est au cours du XVIe siècle que la plupart des changements majeurs ont lieu.
La ville est séparée en huit quartiers, ou contrade : Castello, Torre, Trivio, Tufoli, Piscina, Colle Sant'Angelo, Valle Sant'Andrea et Cerere.

## Histoire ancienne
Les premiers établissements humains à Anagni remontent à plus de 700 000 ans selon la datation de certains fragments d'artéfacts du Paléolithique récemment découverts. Plusieurs objets en os et en silex ainsi que deux molaires et incisives d'Homo erectus ont également été retrouvés à Fontana Ranuccio. Cependant, les sources historiques (Tite-Live, Virgile, Servius et Silius Italicus) ne mentionnent Anagni qu'après que la ville a été incluse dans la zone d'influence et de pouvoir de la civilisation romaine. 
Le peuple qui habitait la région appartenait aux Herniques, qui ont migré, semble-t-il, à partir de la vallée de l'Aniene. Ils étaient probablement des descendants des Marses ou des Sabins, du moins selon la racine herna, équivalent en langage marse du mot pierre et voulant dire « ceux qui vivent sur les collines de pierre ».  Seuls deux mots de leur langue ont perduré : samentum, une lanière de peau offerte en sacrifice, et bututti, une sorte de lamentation funèbre.
L'importance d'Anagni en tant que ville sainte et centre spirituel des Herniques est incontestable. À cette époque, la ville est le siège de temples et de sanctuaires où plusieurs codex en toile de lin renfermant des écrits sacrés Étrusques sont conservés en très bon état, selon le témoignage de l'empereur Marc Aurèle. Il ne reste aujourd'hui qu'un seul de ces écrits, le Liber Linteus.  
Des découvertes archéologiques récentes ont révélé des échanges culturels et économiques entre les Herniques et les Étrusques autour du VIIe siècle av. J.-C. ; peut-être Anagni est-elle alors le centre commercial ayant mené les échanges avec la Grande-Grèce. Au pied de la colline sur laquelle s'élève la cité se trouve le Cercle Maritime, où les villes herniques d’Aletrium (Alatri), Capitulum (Piglio), Verulae (Veroli) et Ferentinum (Ferentino) s'unissent en confédération sous l'égide d’Anagnia (Anagni). Ils tiennent à cet endroit leurs rencontres politiques et religieuses jusqu'à ce que les Romains, sous le prétexte d'une présumée trahison de l'alliance hernico-romaine, attaquent Anagni, vainquent la Confoederatio Hernica et, en 306 av. J.-C., dissolvent la Confédération. L'Anagnini alliée avec Rome dans sa lutte contre les Volsques est alors réduite au statut de cité sine suffragio, c'est-à-dire sans droit de vote, bien que conservant une autonomie religieuse et une importance stratégique convenable.
Aux temps de l'Empire romain, de nombreux empereurs ont l'habitude de passer leurs étés à Anagni pour fuir la chaleur de Rome. Parmi les plus notables, on retrouve Marc Aurèle, Septime Sévère, Commode et Caracalla. Avant la fin de l'Empire romain, une crise politique et économique profonde cause un effondrement démographique à Anagni. Les zones périphériques, qui durant l'ère romaine s'étaient étendues le long des routes les plus importantes de la région, se dépeuplent; les parties inférieures de la ville sont abandonnées et la végétation prend peu à peu possession des lieux. Ainsi, au Xe siècle, on peut lire dans une zone intérieure d'Anagni la dénomination Civitas Vetus, ou vieille ville.

## Anagni et la Chrétienté
Malgré cela, la ville atteint une importance de plus en plus remarquable à travers le territoire, étant le siège, depuis le Ve siècle, d'un important diocèse. Pendant le IXe siècle, la première cathédrale est bâtie sur les ruines du temple dédié à la déesse Cérès. La reconquête agricole, débutée au cours du Xe siècle, est soutenue par le pouvoir ecclésiastique, ce qui permet aux seigneurs laïcs d'exploiter les ressources du sol et de construire des villages fortifiés pour leurs paysans; favorisant par le fait même une nouvelle croissance économique et démographique.
Au cours du Xe siècle et du XIe siècle, la ville renforce ses liens avec la cour papale. Les papes commencent à considérer la vieille capitale des Herniques comme un lieu plus sain et sécurisé que Rome, qui connaît de nombreuses épidémies. C'est pour cette raison que même si la présence de factions à l'intérieur de la ville ne peut être évitée, Anagni demeure fidèle à l'Église de Rome, devenant une des résidences favorites des papes pendant le XIIe siècle et le XIIIe siècle. 
De nombreux événements reliés au conflit entre la Papauté et le Saint-Empire romain germanique ont donc lieu à Anagni, incluant des événements politiques majeurs de ces deux siècles.
- En 1122, le pape Calixte II y promulgue le concordat de Worms, résolvant ainsi la Querelle des Investitures.
- En 1159, le pape Adrien IV reçoit à Anagni, pendant le siège de Crema, les légats de Milan, Brescia et Plaisance.
- En 1160, le pape Alexandre III excommunie l'empereur Frédéric Barberousse dans la cathédrale d'Anagni.
- En 1176, après la Bataille de Legnano, le pape Alexandre III reçoit à Anagni les légats impériaux, avec qui il élabore le Pactum Anagninum, « le traité d'Anagni », prémisse de la paix qui est obtenue à Venise l'année suivante.

Le XIIIe siècle représente l'âge d'or de la ville. En cent ans, Anagni donne quatre papes à la Chrétienté, tous membres de la famille Conti. Le premier à accéder au trône papal est Lotarius Conti, une des figures les plus importantes de ce siècle en tant que pape Innocent III (1198-1216). Il favorise le couronnement de Frédéric II du Saint-Empire et valide verbalement la première règle rédigée par Saint-François d'Assise, une règle régissant la fraternité naissante des franciscains. On attribue à Innocent III l'élaboration de la plus complète et concrète version de la doctrine théocratique, principe selon lequel l'autorité absolue sur tous les pouvoirs terrestres est attribuée au Pape. Il meurt en 1216, laissant l'Église à l'apogée historique de son pouvoir.
Les efforts d'Innocent III sont poursuivis par Grégoire IX, son cousin, qui appartient lui aussi à la puissante famille des Conti d'Anagni. Le 29 septembre 1227, il excommunie dans la Cathédrale d'Anagni l'empereur Frédéric II du Saint-Empire pour ne pas avoir honoré la promesse qu'il lui avait fait de lancer la sixième croisade. Après la réconciliation en septembre 1230, Grégoire IX le reçoit à Anagni : l'empereur a réussi à conquérir, à l'aide de ses talents diplomatiques et sans effusion de sang, à la fois Jérusalem et Nazareth.
Alexandre IV (1254-1261), neveu de Grégoire IX et troisième pape originaire d'Anagni, doit faire face pendant son pontificat à la controverse déclenchée par l'Université de Paris à l'encontre des ordres mendiants. Le principal détracteur de ces ordres, Guillaume de Saint-Amour, publie entre l'automne 1255 et le printemps 1256 un pamphlet contre ceux-ci : Tractatus brevis de periculis novissimorum temporum (Bref traité sur les périls des derniers temps). Alexandre IV condamne officiellement cette publication le 5 octobre 1256 à Anagni. 
En 1255, c'est à Anagni que Claire d'Assise est officiellement canonisée.